# ガラスガール
『ガラスガール』（英: glass girl）は、有限会社ショートカット8が運営するアイドル専門のウェブマガジン。
2022年3月10日にオープンしたアイドルWEBマガジン。
地下アイドルからメジャーアイドルまで幅広く取り上げるスタイルで、グラビア、ニュース、インタビュー、コラム、映像作品といったさまざまな記事を公開している。2022年7月より、『ガラスガール』の公式フェス「ガラフェス」が行われ、アイドルをはじめ、アーティスト、文化人、プロレスラーなどが出演するフェスとなっている。
サイト内で販売されるアイドルのデジタルグラビアフォトブックや、全国のコンビニのマルチコピー機で購入できるeプリントサービスで、『ガラスガール』に登場したアイドルのスペシャルフォトなどを販売。さまざまな展開を行なっている。毎週火曜金曜の週2回更新。
2024年3月より、『ガラスガールNEXT』という月額制のサブスクリプションサービスを開始。オリジナル記事やコラム、ガラフェスの先行申し込みなどが可能となる。

## カバーガール
2か月に1度、サイトのトップページを飾るカバーガールが更新される。トップ画像のほか、グラビアとインタビュー、そしてイメージPVが公開。多くの場合、同時にデジタルフォトブックやeプリント展開が行われる。

### 過去のカバーガール
- 熊澤風花（Task have Fun）[2]
- 三品瑠香（わーすた）[3]
- 岡田彩夢（虹のコンキスタドール）[4]
- 松本ももな（高嶺のなでしこ）[5][6]
- 西野千明（真っ白なキャンバス）[7][8]
- 松下玲緒菜（まねきケチャ）[9][10]
- 中山莉子（私立恵比寿中学）[11][12]
- 菅田愛貴（超ときめき♡宣伝部）[13][14]
- 月埜ヒスイ（アンスリューム）
- 日比野芽奈（ラフ×ラフ）
- 愛来（AMEFURASSHI）
- 小越春花（NGT48）
- 早﨑すずき（僕が見たかった青空）[15]
- 津代美月（Jams Collection）
- 齋藤飛鳥
- 鈴野みお（Rain Tree）
- 宇咲（#ババババンビ）
- 白岡今日花（Task have Fun）
- 曽川咲葵（STU48）
- 佐々木ほのか（アップアップガールズ（２））
- 米村姫良々（OCHA NORMA）

## 連載記事
- 松村香織のトバめぐり
- 吉川友の試みのおからパウダー
- サシ飲み対談！ 奥津マリリはビールが飲みたい。
- 田辺洋一郎の「今月はだれ推し？」
- ほりゆーこのオタク目線ライブレポ
- 大坪ケムタのアイドルトークライブ
- やすすの世界 〜君はまだ 本当の秋元康を知らない〜
- 美・女オタインタビュー
- 新感覚グラビアシリーズ「アイドルになる前に」
- 新居歩美コラム あゆちのあたまの中
- 寺田寛明の2万6千500歩
- マンスリーアイドルコラム（ガラスガールNEXT）
- 新メンさんいらっしゃい！
- 2009年のAKB48・彼女たちが“国民的アイドル”となった瞬間
- PICK UP!インタビュー

## 夏のシンデレラ
2022年の8月、『ガラスガール』とTOKYO IDOL FESTIVALのコラボ企画で行われた「TIFで発見！“夏のシンデレラ”プロジェクト」。TIF2022が開催された3日間を取材した『ガラスガール』編集部が「この子が最高にキラキラしていた！」という美少女（個人）をピックアップし、その中から「この夏、一番輝いていたアイドル＝“夏のシンデレラ”」を決定。夏のシンデレラに選ばれたアイドルは、タイトルとともに『ガラスガール』の9月、10月のカバーガールに登場できる副賞が付いた。結果、夏のシンデレラ2022には、高嶺のなでしこの松本ももなが選ばれた。
2023年の夏のシンデレラには、ラフ×ラフの日比野芽奈が選ばれ、同じく9月、10月のカバーガールを務めた。
2024年の夏のシンデレラには、FINALISTのリンリン（現・Rain Treeの鈴野みお）が選ばれた。
また、2023年12月17日に日比谷野外音楽堂で行われた『ケンズカフェ東京 PRESENTS ガラフェス 〜日比谷野音デリシャスサンデー〜』にて、初代の松本ももなと、二代目の日比野芽奈が「夏のシンデレラ・クロストーク」というトークコーナーで共演した。

## ガラフェス
『ガラスガール』の公式フェス。前身は2018年8月10日に上野恩賜公園野外ステージで行われた「未来都市型フェスティバル・ガラフェス」。当時は、DJやレゲエ、ヒップホップなどのアーティストといった出演者が中心でスタート。YOU THE ROCK★や、Kダブシャイン、モーリー・ロバートソンなどが名を連ねた。
そこから、徐々にアイドルの出演が増え、2022年には『ガラスガール』と合体し、アイドルに特化したフェスへと変化。1年に2 - 3回、開催されている。メインMCはレゲエミュージシャンのCHOP STICKが勤めている。